# Stora Plidgajaure
Stora Plidgajaure är en sjö i Jokkmokks kommun i Lappland och ingår i Piteälvens huvudavrinningsområde. Sjön har en area på 0,158 kvadratkilometer och ligger 403 meter över havet.

## Delavrinningsområde
Stora Plidgajaure ingår i det delavrinningsområde (733895-165011) som SMHI kallar för Utloppet av Kuollejaure. Medelhöjden är 449 meter över havet och ytan är 69,38 kvadratkilometer. Räknas de 9 avrinningsområdena uppströms in blir den ackumulerade arean 212,59 kvadratkilometer. Varjisån som avvattnar avrinningsområdet har biflödesordning 2, vilket innebär att vattnet flödar genom totalt 2 vattendrag innan det når havet efter 163 kilometer. Avrinningsområdet består mestadels av skog (70 procent) och sankmarker (11 procent). Avrinningsområdet har 10,63 kvadratkilometer vattenytor vilket ger det en sjöprocent på 15,3 procent.